# Sajókápolna
Sajókápolna là một thị trấn thuộc hạt Borsod-Abaúj-Zemplén, Hungary. Thị trấn này có diện tích 10,51 km², dân số năm 2010 là 414 người, mật độ 39 người/km².